# 교착어
교착어(膠着語, 영어: agglutinative language)는 언어의 유형론적 분류의 하나인 형태론적 관점에서의 분류에 따른 언어의 한 유형이다.
교착어는 고립어와 굴절어의 중간적 성격을 띠는 것으로 어근과 접사에 의해 단어의 기능이 결정되는 언어의 형태이다. '교착'은 아교와 같이 단단히 달라붙음을 뜻한다. 교착어는 단어의 중심이 되는 형태소(어근)에 접두사와 접미사를 비롯한 다른 형태소들이 덧붙어 단어가 구성되는 특징이 있다. 말레이어의 경우에는 단어의 중간에 붙는 접요사(接腰詞)가 존재하기도 한다.
이 때, 어근과 접사는 굴절어의 경우와 비교할 때 그 결합이 느슨하여 제각기 자기의 어형을 항상 지키고 있으며, 둘이 융합해 버리는 일은 없다. 따라서 그 단어의 핵심이 되는 어근의 형태 자체가 변하는 굴절어와는 달리 어근의 형태는 변하지 않고, 각자 고유한 의미를 지닌 형태소들을 병렬적으로 이어 하나의 구(句)와 문장을 만들게 된다.
튀르크어족, 퉁구스어족, 몽골어족, 한국어족, 일본어족, 우랄어족의 언어들, 반투어군의 언어, 말레이어 등이 교착어에 속한다.
이 용어는 빌헬름 폰 훔볼트가 형태론적 관점에서 언어를 분류하기 위해 도입한 것이다. "교착"의 영어 낱말 agglutinative은 라틴어 동사 agglutinare에서 비롯된 것으로, "함께 붙이는 것"을 의미한다.

## 같이 보기
- 언어 순환 진화 가설